# Avanti! Avanti!
Avanti! Avanti! ist ein deutschsprachiger Italienisch-Sprachkurs in Form einer mehrteiligen Fernsehserie, der 1978 vom BR produziert wurde. Die Serie besteht aus zwei Staffeln, von denen in der ersten (13 Folgen) die Grundlagen der italienischen Sprache anhand von Nummernprogrammen mit Clowns und Commedia-dell’arte-Szenen vermittelt werden. In der zweiten Staffel wird das Leben berühmter Italiener in parodistischer Weise dargestellt. Moderiert wird die Serie von Ima Agustoni. Die Sendung wird von ARD alpha ausgestrahlt.
1985 erhielten Ima Agustoni, Horst G. Weise und Rüdiger Graf für die Sendereihe den Adolf-Grimme-Preis mit Bronze.

## Folgen

### 1. Staffel
- 1. La valigia
- 2. La sedia
- 3. L'ombrello
- 4. Ripetizione
- 5. Le scarpe
- 6. L'automobile
- 7. La porta
- 8. Ripetizione
- 9. L'orologio
- 10. L'uovo
- 11. Il termometro
- 12. Ripetizione
- 13. La lettera

### 2. Staffel
- 14. Dante Alighieri: „Arrivederci in paradiso“
- 15. Marco Polo: „La Cina è molto lontana“
- 16. Ripetizione: Dante e Marco Polo
- 17. Leonardo da Vinci: „Sono stufo di andare a piedi!“
- 18. Isabella d’Este: „Mi farebbe un favore?“
- 19. Ripetizione: Leonardo e Isabella
- 20. Galileo Galilei: „Guarda, se non mi credi!“[2]
- 21. Giacomo Casanova: „Dove si è nascosta mia moglie?“
- 22. Ripetizione: Galilei e Casanova
- 23. Giuseppe Verdi: „Facciamo un compromesso all'italiana“[3]
- 24. Giuseppe Garibaldi: „Com'è difficile fare l'Unità d'Italia“[3]
- 25. Ripetizione: Verdi e Garibaldi[3]
- 26. Nino Rossi: „Niente paura, ce la faremo“[3]

## Lehrbücher
- AVANTI! AVANTI! – Italienischer Sprachkurs für Anfänger. Band 1. Cicero-Verlag, Hersbruck/Pegnitz 2009, ISBN 978-3-926292-39-1.[4]
- AVANTI! AVANTI! – Italienischer Sprachkurs für Fortgeschrittene. Band 2. Cicero-Verlag, Hersbruck/Pegnitz 2009, ISBN 978-3-926292-40-7.[5]

## DVD
- AVANTI! AVANTI! Italienisch mit Ima Agustoni (26 Folgen)[6]